# Type 89 I-Go
Xe tăng hạng trung I-Go Kiểu 89 (八九式中戦車 イ号 Hachikyūshiki chūsensha I-gō) là một kiểu xe tăng hạng trung được Lục quân Đế quốc Nhật Bản sử dụng trong chiến đấu từ năm 1932 đến năm 1942 tại chiến trường Trung Quốc, Nặc Môn Khâm và nhiều chiến trường khác. Kiểu 89B là kiểu xe tăng dùng động cơ diesel đầu tiên trên thế giới được sản xuất với số lượng lớn. Xe tăng được trang bị một khẩu pháo nòng ngắn 57 mm với nhiệm vụ phá hủy công sự bê tông ngầm và công sự nề. Nó tỏ ra hiệu quả trong các trận đánh tại Trung Quốc và Mãn Châu, khi mà Quân đội Cách mạng Quốc dân chỉ có 3 tiểu đoàn xe tăng gồm một số xe tăng Vickers, tăng hạng nhẹ của Đức PzKpfw I và xe tăng siêu nhẹ của Ý CV33. Kiểu 89 là một kiểu xe tăng hạng trung được thiết kế trong thập niên 1920 với mục đích là yểm trợ bộ binh, do đó nó không có lớp giáp và hỏa lực bằng với thế hệ tăng trong thập niên 1940; và đã được xem là lỗi thời vào thời điểm trận Khalkhin Gol với Liên Xô vào năm 1939. Tên mã thiết kế "I-Go" đến từ ký tự katakana [イ] có nghĩa "đầu tiên" và chữ Hán 号 có nghĩa là "số". Tên thiết kế này đôi khi được phiên âm thành "Yi-Go".

## Lịch sử phát triển
Kiểu 89 được phát triển từ dự án xe tăng hạng nhẹ nội địa đầu tiên bắt nguồn từ xưởng vũ khí kỹ thuật Osaka năm 1925. Kiểu nguyên mẫu ban đầu có pháo chính nằm ở trung tâm và các pháo phụ ở đầu và đuôi, giống như kiểu xe Char 2C của Pháp. Tuy nhiên do kiểu nguyên mẫu ban đầu có khối lượng quá lớn (đến 18 tấn) đã làm cho Bộ Tổng tham mưu Lục quân không hài lòng và yêu cầu mới được đặt ra là phải có một kiểu xe tăng nhẹ hơn. Tháng 3 năm 1927, hãng Vickers bán cho Lục quân Nhật nguyên mẫu kiểu C. Trong quá trình thử nghiệm Vickers Mark C, động cơ xăng gây cháy khiến cho các kĩ sư Nhật Bản cho sử dụng động cơ diesel trong kiểu xe tăng mới. Tháng 4 năm 1929, thiết kế xe tăng hạng nhẹ mới đã hoàn thành và đặt tên là Kiểu 89. Kiểu 89 sau đó được xếp vào loại tăng hạng trung vì có khối lượng hơn 10 tấn sau một số sửa đổi.
Vì xưởng vũ khí lục quân Sagami không đủ khả năng để sản xuất xe tăng hàng loạt với số lượng lớn, hợp đồng sản xuất này được giao cho Tập đoàn Công nghiệp Hạng nặng Mitsubishi. Việc sản xuất bắt đầu vào năm 1931 và Kiểu 89 nhanh chóng trở thành tăng chiến đấu chủ lực của Lục quân Đế quốc Nhật Bản.
Mặc dù Kiểu 89 được lục quân đánh giá cao, có một số vấn đề nhỏ để được sửa chữa, đặc biệt là một khoảng hở dưới lớp giáp xung quanh pháo chính trên các mẫu đầu tiên khiến súng trường có thể bắn vào tháp pháo. Sau khi được bắt đầu sản xuất, Kiểu 89 tiếp tục được cải thiện và kết quả là nhiều phiên bản đã ra đời.

## Thiết kế
Kiểu 89 có một tổ lái gồm 4 người (chỉ huy/pháo thủ, nạp đạn, lái xe và xạ thủ).
Tháp pháo Kiểu 89 được trang bị pháo Kiểu 90 57mm và có hai súng máy 6,5mm, một cái nằm trên tháp pháo và hướng về phía sau, một cái nằm ở đằng trước thân xe. Pháo 57 mm có nòng súng dài 0,85m (L14.9), góc bắn từ -15 đến+20 độ, góc góc phương vị 20 độ, tốc độ viên đạn 380m/giây (1.200 ft/giây) và khả năng xuyên thép 20 mm ở khoảng cách 500 m (0.8 in/550 yd).
Thay vì xài lớp giáp bằng sắt như ở Kiểu 87, các nhà thiết kế đã sử dụng thép tấm của công ty Nihon Seikosho (JSW). Kiểu giáp này thường gọi là "thép Niseko", lấy từ tên viết tắt Nihonseikosho.
Động cơ và bộ truyền động được đặt ở phía sau thân xe. Hệ thống treo có 9 bánh chịu tải nhỏ với bánh đệm phía trên và răng bánh xích phía sau. Bộ chế hòa khí của động cơ (ban đầu là Daimler, sau đó Misubishi) được chế tạo trên cơ sở động cơ hàng không. Bộ phận truyền động, được che bởi màn thép, bao gồm 10 bánh nâng mỗi bên và 5 trục (con) lăn. Các mắt xích mạ crom liên kết với nhau bởi các khớp chốt được khống chế bằng các cơ cấu đinh. Chưa tính đến việc xe tăng có cấu tạo truyền thống, nó đã trở nên lỗi thời so với các xe tăng của thập niên 1930 với nhược điểm về giáp và độ cơ động. Lái xe kiêm thợ máy phải điều khiển đồng thời với 3 bàn đạp và 5 tay gạt. Một số chiếc được trang bị thêm hai đèn pha để chiến đấu vào ban đêm và hệ thống liên lạc radio Kiểu 94 Mk 4 Hei (mẫu 1934) với giới hạn khoảng cách liên lạc là 0,97 km.

## Lịch sử hoạt động
Kiểu 89 được sử dụng cho nhiệm vụ yểm trợ bộ binh trong Chiến tranh Trung-Nhật. Nó xuất hiện cùng với bộ binh Nhật trong Sự kiện Mãn Châu, trong Trận Thượng Hải năm 1932 và cả trong Lực lượng Đổ bộ Đặc biệt Hải quân. Khẩu pháo nòng ngắn 57 mm tỏ ra hiệu quả trong việc tiêu diệt các ụ súng máy và lớp giáp 15 mm (0.59 in) tuy không dày nhưng đủ sức trước hỏa lực của vũ khí nhẹ cầm tay. Tốc độ tương đối thấp 25 km/giờ (16 mph) không phải là vấn đề trong các loại chiến dịch này.
Năm 1933, Lục quân Nhật thành lập đơn vị thiết giáp độc lập đầu tiên với ba trung đoàn trang bị I-Go Kiểu 89, mỗi trung đoàn gồm hai đại đội với 10 tăng/đại đội. Ba trung đoàn khác được thành lập vào năm 1934. Kiểu 89 đã được sử dụng trong nhiều trận đánh tại Trung Quốc sau năm 1937.

### Trận Khalkhin Gol(Nặc Môn Khâm)
Đêm ngày 2 tháng 7 năm 1939, trong trận Khalkhin Gol (Nặc Môn Khâm), Quân đoàn Xe tăng số 1, dưới sự chỉ huy của trung tướng Masaomi Yasuoka đã tổ chức cuộc phản công nhắm vào Lữ đoàn 11 Xe tăng và Lữ đoàn 7 Thiết giáp của Hồng quân Liên Xô. Quân đoàn 1 bao gồm hai trung đoàn 3 và 4; trong đó trung đoàn 3 có 26 chiếc Kiểu 89, 4 chiếc Kiểu 97, 7 chiếc xe tăng siêu nhẹ Kiểu 94 và 4 chiếc xe tăng siêu nhẹ Kiểu 97, trung đoàn 4 có 35 chiếc Kiểu 95, 8 chiếc Kiểu 89 và 3 chiếc xe tăng siêu nhẹ Kiểu 94. Tại Nặc Môn Khâm, xe tăng hạng trung Kiểu 97 là kiểu xe tăng mới, và chủ yếu vẫn ở các đơn vị tại chính quốc cũng như lực lượng quân Nhật đồn trú tại Mãn Châu.
Trung đoàn xe tăng số 3 sau khi vượt qua trận địa pháo binh đã tiếp tục đánh bại được lực lượng bộ binh cơ giới của Hồng quân để chiếm được cao điểm Hồng quân bỏ lại. Tuy nhiên, đến 21 giờ, Hồng quân bắt đầu pháo kích vào vị trí đó khiến trung đoàn 3 phải tái bố trí lại đằng sau mục tiêu.
Trong khi đó Trung đoàn xe tăng số 4 tiến đến mục tiêu dưới cơn mưa giông khiến người Nga không thể thấy họ nhưng các vị trí của quân Nga lại bị phơi bày ra. Tuy nhiên, khi đến gần phòng tuyến, sấm chớp đã làm quân Nga trông thấy những chiếc xe tăng Kiểu 95 đang tiến đến, phòng tuyến Hồng quân ngay lập tức khai hoả bằng đại liên, súng cối, pháo, xe tăng BT-7 và pháo chống tăng. Tuy nhiên, vì phạm vi quá gần, các pháo thủ Nga không thể bố trí các nòng súng của họ đủ thấp để tấn công xe tăng nên đã không trúng mục tiêu do đó những xe tăng này đã xuyên thủng phòng tuyến Nga hơn 900m. Đi quá sâu vào phòng tuyến Nga và bị cô lập, trung đoàn xe tăng số 4 phải di chuyển thêm vài km nữa để gặp lại bộ binh Nhật.
Trung đoàn 4 đã sử dụng tổng cộng 1.100 quả đạn pháo 37mm và 129 quả đạn pháo 57mm, 16.000 viên đạn súng máy. Trong số 73 xe tăng hạng nhẹ và trung của Nhật tham gia cuộc tấn công này, 13 chiếc đã bị đạn pháo Nga phá hủy hoàn toàn, 14 chiếc được sửa chữa sau khi đưa về đại tu và 17 chiếc khác thì sửa chữa ngay trên chiến trường. Phía Liên Xô tổng kết rằng Quân đoàn xe tăng số 1 Nhật Bản đã vượt qua được phòng tuyến do Lữ đoàn Thiết giáp số 9 và Trung đoàn Bộ binh 129 của Liên Xô trấn giữ và tiến đến trận địa pháo của người Nga.

### Các chiến trường khác
Đến năm 1942, Kiểu 89 đã gần như không còn tham gia chiến đấu nhưng một số chiếc vẫn có mặt trong giai đoạn đầu của cuộc Chiến tranh Thái Bình Dương như trong trận Philippines.

## Các phiên bản
- Kiểu 89A I-Go Kō (八九式中戦車（甲型）?)

Mẫu sản xuất ban đầu với động cơ xăng 118 mã lực và có một súng máy ở bên phải thân xe. Kiểu thiết kế này chỉ có thể đạt đến tốc độ 15,5 km/giờ và ngoài ra còn bị hạn chế hoạt động trong mùa đông khắc nghiệt ở miền bắc Trung Quốc. 220 chiếc đã được sản xuất.
- Kiểu 89B I-Go Otsu (八九式中戦車（乙型）?)

Kiểu 89A đã được thay thế bằng Kiểu 89B Otsu trang bị động cơ diesel 120 mã lực làm mát bằng không khí Mitsubishi A6120VD từ năm 1934. Mẫu cải tiến có thiết kế tháp pháo mới với thay đổi về hình dáng mái vòm cho việc thông hơi và ra vào, súng máy được bố trí ở bên trái thân xe. Nhiều tấm thép bọc ở phía trước thân xe được thay thế bằng một tấm thép bọc dày và dốc để bảo vệ tốt hơn cho lái xe. Tuy nhiên, sự khác biệt lớn nhất giữa hai kiểu này là động cơ diesel Mitsubishi 6 xy-lanh làm mát bằng không khí, có nhiều tiến bộ hơn, do động cơ xăng dễ bốc cháy và diesel hiệu quả hơn về kinh tế. Tổng cộng 189 chiếc 189 Otsu đã được sản xuất. Phiên bản Kiểu 89B Otsu cũng là kiểu xe tăng sử dụng động cơ diesel được sản xuất hàng loạt đầu tiên trên thế giới.